# Allen Vigneron

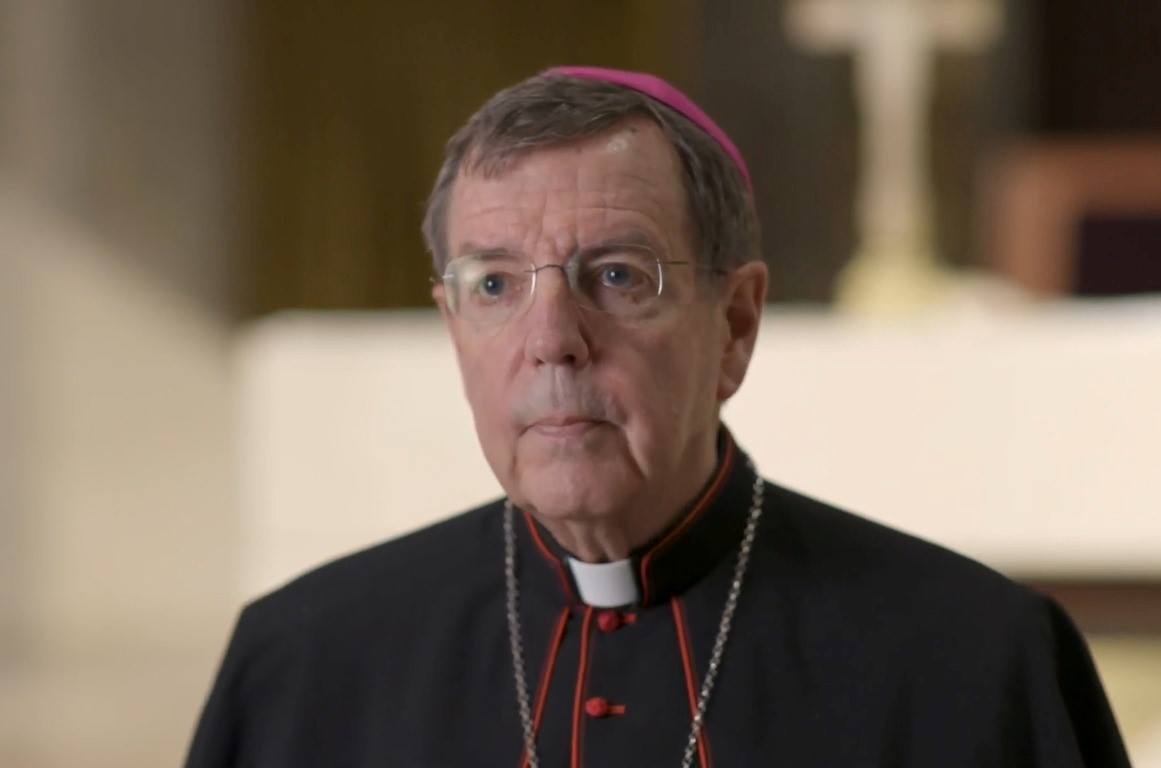
Erzbischof Allen Vigneron (2022)

Erzbischofswappen

Allen Henry Vigneron (* 21. Oktober 1948 in Mount Clemens, Michigan) ist ein US-amerikanischer Geistlicher und emeritierter römisch-katholischer Erzbischof von Detroit.

## Leben
Allen Vigneron besuchte die Grundschule in der Pfarrei Immaculate Conception in Anchorville. Er absolvierte das High-School-Programm des Sacred Heart Seminary’s in Detroit. Vigneron besuchte dort anschließend das College. Im Juni 1970 wurde er in den Fächern Philosophie und Klassische Sprachen graduiert. Danach wurde er nach Rom entsandt und studierte an der Päpstlichen Universität Gregoriana als Alumnus des Päpstlichen Nordamerika-Kolleg. Er erlangte 1973 den Bachelor of Theology, kehrte 1974 nach der Weihe zum Diakon in sein Heimatbistum zurück und war in der Pfarrei St. Clement of Rome in Romeo tätig. Am 26. Juli 1975 empfing er durch den Detroiter Erzbischof, John Francis Kardinal Dearden, das Sakrament der Priesterweihe.
Anschließend war Allen Vigneron als Priester in der Pfarrei Our Lady Queen of Peace in Harper Woods tätig. 1976 kehrte er für weiterführende Studien nach Rom zurück und erwarb dort 1977 ein Lizenziat im Fach Katholische Theologie. Nach Rückkehr in sein Heimatbistum Detroit war er Assistenz-Priester in der Pfarrei Our Lady Queen of Peace in Harper Woods. John Francis Kardinal Dearden entsandte ihn im Herbst 1979 nach Washington, D.C. an die Katholische Universität von Amerika, wo er 1983 den Master of Theology erwarb. Vigneron wurde im Mai 1987 mit einer Dissertation über den deutschen Philosophen Edmund Husserl zum Doktor der Philosophie promoviert. Er unterrichtete Philosophie und Katholische Theologie am Sacred Heart College Seminary in Detroit. Im Januar 1988 wurde Vigneron Regens dieses Priesterseminars. 1991 kehrte Allen Vigneron erneut nach Rom zurück und war dort als Offizial in der Sektion für Allgemeine Angelegenheiten des Staatssekretariates tätig. In dieser Zeit war er gleichzeitig Dozent an der Päpstlichen Universität Gregoriana.
Am 12. Juni 1996 ernannte ihn Papst Johannes Paul II. zum Titularbischof von Sault Sainte Marie in Michigan und bestellte ihn zum Weihbischof in Detroit. Die Bischofsweihe spendete ihm am 9. Juli 1996 der dortige Erzbischof Adam Joseph Kardinal Maida; Mitkonsekratoren waren der Erzbischof von Washington, James Aloysius Kardinal Hickey, und Kurienkardinal Edmund Casimir Szoka. Vigneron wählte sich den Wahlspruch Aspicientes in Iesum („Auf Jesus blicken“), der dem Brief an die Hebräer (Heb 12,2 ) entstammt. In der Zeit als Weihbischof war Allen Vigneron verantwortlich für die Pastoralregion 2 des Erzbistums Detroit.
Am 10. Januar 2003 ernannte ihn Papst Johannes Paul II. zum Koadjutorbischof von Oakland. Die Amtseinführung fand am 26. Februar 2003 statt. Am 1. Oktober 2003 wurde Vigneron schließlich nach dem altersbedingten Rücktritt John Stephen Cummins’ dessen Nachfolger als Bischof von Oakland.
Am 5. Januar 2009 ernannte ihn Papst Benedikt XVI. zum Erzbischof von Detroit. Gleichzeitig wurde ihm als Apostolischer Superior die Verantwortung für die Mission sui juris der Cayman Islands übertragen. Die Amtseinführung in Detroit fand am 28. Januar 2009 statt.
In der Bischofskonferenz der Vereinigten Staaten (USCCB) leitete Vigneron die Ausschüsse für die Glaubenslehre und für religiöse Bildung an amerikanischen Colleges sowie einen Unterausschuss für Katechese. Zudem ist er Trustee des National Catholic Bioethics Center und der Katholischen Universität von Amerika. Im November 2019 wurde er zum Vizepräsidenten der amerikanischen Bischofskonferenz gewählt und galt damit als wahrscheinlicher Nachfolger des amtierenden Präsidenten José Horacio Gómez. Bei der Herbstvollversammlung der Bischöfe 2020, die unmittelbar nach der Wahl des neuen US-Präsidenten Joe Biden stattfand, wurde der als Sympathisant des 2020 abgewählten Präsidenten Donald Trump wahrgenommene Vigneron zum Leiter einer Arbeitsgruppe der Bischofskonferenz bestimmt, die sich mit der Haltung der katholischen Bischöfe gegenüber der Politik Bidens befassen sollte.
Am 11. Februar 2025 nahm Papst Franziskus seinen altersbedingten Rücktritt an.